# Culture Brain
Culture Brain Inc. (株式会社カルチャーブレーン, Kabushiki-gaisha Karuchā Burēn) est une société japonaise de jeu vidéo fondée le 5 octobre 1980, basée à Tokyo. Culture Brain USA était la division américaine, créée en 1988, et basée à Redmond dans l'État de Washington, qui a cessé ses activités dans les années 1990. Elle était responsable de l'adaptation des jeux originaux japonais pour le marché nord-américain.
Jusqu'en 2003, Culture Brain dirigeait aussi une école professionnelle, soit la Culture Brain Art Institute,.
En 2016, l'entreprise est renommée Culture Brain Excel et son adresse web est modifiée en conséquence. L'ancien logo de Culture Brain est immédiatement retirée des opérations et on annonce par le fait même que l'entreprise lancera une nouvelle identité visuelle en 2017.

## Productions
- Série Nintama Rantaro
- Série Ferret & Hamster Monogatari
- Série Hiryu no Ken
- Série Super Chinese
- Pro Shinan Mahjong Tsuwamono 64: Jansō Battle ni Chōsen